# 1926 en Bretagne
 Chronologie de la Bretagne
- 1922
- 1923
- 1924
- 1925
- 1926
- 1927
- 1928
- 1929
- 1930

Cette page recense des événements qui se sont produits durant l'année 1926 en Bretagne.

## Société

### Faits sociétaux
- 26 juillet : la totalité des ouvrières des deux conserveries de Lesconil débutent une grève du travail[1].
- 3 août : les grévistes, hommes et femmes, de la côte bigoudène manifestent à Pont-l'Abbé[2].
- 17 octobre : Yves Guillou de Keranrun est béatifié à Rome par Pie XI[2].

### Naissance
- 14 mars : Charles Le Quintrec, né à Plescop, écrivain et critique littéraire. Il a notamment reçu le grand prix de la poésie de l'Académie française[2].

### Décès
- 10 juin : Jean-Marie Abgrall, chanoine-architecte et historien français. Il consacra toutes ses études à la Bretagne et au Finistère en particulier[3].
- 16 octobre : Barthélemy-Ambroise-Marie Pocquet du Haut-Jussé, mort à Cesson-Sévigné, historien[2].
- 14 novembre : Frédéric Le Guyader, mort à Kerfeunteun (Quimper), écrivain[4].

## Économie
- Création de la Caisse de Bretagne de crédit agricole mutuel, faisant suite à l'Office central des œuvres mutuelles agricoles du Finistère, né quinze ans plus tôt à Landerneau[5].